# Геологія Казахстану
Геологічна будова Казахстану. 
На території Казахстану виділяють епігерцинську платформу з пологим мезозойсько-кайнозойським чохлом (Прикаспійська западина, Туранська плита, південна околиця Західно-Сибірської платформи та Тургайський прогин) і виступами складчастої основи (Казахський щит, Каратауський кряж, Мугоджарське підняття), а також альпійський орогенний епіплатформний пояс — Алтай, Тарбагатай, Джунгарське Алатау, хребти Північного Тянь-Шаню. 
Більша частина складчастої основи Казахстану належить до Урало-Монгольського геосинклінального поясу, менша — до Прикаспійської западини. Остання виконана піщано-глинистими і карбонатними морськими відкладами верхнього протерозою, палеозою, мезозою і кайнозою сумарною потужністю до 22 км. Характерна соленосна пермська товща з численними соляними куполами. У складчастій основі Казахстану виділяють каледонські і герцинську складчасті системи з синкліноріями, антикліноріями і стійкими докембрійськими блоками, трансформованими палеозойськими тектономагматичними процесами. 
На заході в межі Казахстану входить Південний Урал. Будова Уральської системи зональна. В її межах виділяються Ор-Ілекський, Мугоджарський, Зауральський антиклінорії з виходами докембрійських, нижньопалеозойських метаморфічних, осадових і вулканогенних порід, а також Сакмарський, Зеленокам’яний та Іргизький синклінорії, складені головним чином вулканітами і осадовими відкладами силуру, девону і карбону. До Кокчетав-Північно-Тянь-Шаньської складчастої системи належить центральна смуга Казахстану від міста Кокчетав до передових хребтів Північного Тянь-Шаню, для якої характерне поширення лінійних та ізометричних стійких блоків і виступів докембрію в антикліноріях. 
На південному сході Казахського щита знаходиться Джунгаро-Балхашська складчаста система. У основних структурах цієї системи — Тектурмаському, Актау-Моїнтінському, Балхашському, Північно- та Південно-Джунгарському і інш. антикліноріях оголені докембрійські метаморфічні, нижньопалеозойські теригенні і кременисті породи, основні вулканіти, ультрамафіти; в Тастауському, Бороталінському, Саякському і інш. синкліноріях — девонські і нижньокам’яновугільні пісковики, глинисті і кременисті сланці, конґломерати, вапняки, рідше — порфірити. Характерні пояси кислих і середніх наземних вулканітів, розвинені пізньопалеозойські гранітоїди. На півн.-сході від Джунгаро-Балхашської знаходиться Чингіз-Тарбагатайська складчаста система, в якій широко представлені кембрійські, ордовикські, силурійські вулканіти, кременисті та теригенні відклади. Є численні масиви гранітоїдів ордовика, силуру, пермського та кам'яновугільного періодів. 
Далі на північний схід розташована Зайсанська складчаста система, представлена зонами різного складу і будови, з різним співвідношенням вулканітів і осадових порід: пісковиків, алевролітів, сланців. Туранська плита (західна і південно-західна частина Казахстану) складена древніми масивами і складчастими системами, перекрита пологим чохлом недислокованих відкладів тріасу, юри, крейди, палеогену, неогену і четвертинного періоду (пісковики, глини, вапняки, крейда, опоки, залізняк, а також річкові і озерні осади). З-під них на півострові Мангишлак виступають зім'яті в складки осадові породи пермі і раннього тріасу. 